# Khang, Lũng Nam
Khang (chữ Hán giản thể: 康縣, chữ Hán giản thể: 康县, bính âm: Kāng Xiàn, âm Hán Việt: Khang huyện) là một huyện thuộc địa cấp thị Lũng Nam, tỉnh Cam Túc, Cộng hòa Nhân dân Trung Hoa. Huyện này có diện tích 2958 km², dân số 200.000 người. Mã số hành chính của Khang là 76500. Chính quyền huyện Khang đóng ở trấn Thành Quan. Về mặt hành chính, huyện này được chia thành 8 trấn, 19 hương. 
- trấn (Trung Quốc): Thành Quan, Đại Bảo, Ngạn Môn Khẩu, Lưỡng Hà, Trường Bá, Vân Đài và Dương Bá.
- Hương: Vọng Quan, Khủng Tập, Tự Đài, Đại Nam Dục, Mê Bá, Tam Quan, Vương Bá, Niễn Bá, Đậu Bá, Điếm Tử, Đậu Bình, Cổ An, Bạch Dương, Ương Điền, Thái Thạch, Đồng Tiền, Thác Hà, Lý Sơn, Tam Hà Bá và Thái Bình.